# Коссе-Бриссак, Жан Поль Тимолеон де
Жан Поль Тимолеон де Коссе-Бриссак, 7-й герцог де Бриссак (фр. Jean Paul Timoléon de Cossé-Brissac, duc de Brissac; 12 октября 1698, Париж — 17 декабря 1780, Париж) — французский военный деятель, маршал Франции (1768).  

## Биография
Представитель рода Коссе-Бриссак. Родился в 1698 году в Париже. Второй сын 5-го герцога де Бриссака, и наследник своего старшего брата,  Шарля Тимолеона Луи, 6-го герцога (1693—1732), скончавшегося бездетным.  
С детства предназначался к карьере мальтийского рыцаря, что предполагало обет безбрачия. С 1713 года служил на Мальте на галерном флоте госпитальеров (в рядах морской гвардии), участвовал в боевых действиях против турок, в частности, в 1716 году — в обороне Корфу. 
Однако, в 1717 году оставил морскую службу на Мальте не принося обетов и вернулся во Францию. 
Поступил во французскую армию, где какое-то время возглавлял кавалерийский полк. Особенно отличился в ходе Семилетней войны, во время неудачной для французов битвы при Миндене (1759), где, руководя арьергардом, с большим мастерством прикрывал отступление главных сил армии. Главным образом это сражение в дальнейшем принесло ему маршальский жезл (1768).
Коссе-Бриссак был популярен во французском обществе; личная храбрость сочеталось в нём с галантностью и острословием, как их понимали в то время. Когда однажды родственник короля, граф де Шароле застал Коссе-Бриссака в доме своей любовницы и резко сказал герцогу: «Выходите», тот ответил «Месье, ваши предки сказали бы: выйдем». 
Скончался Жан Поль Тимолеон де Коссе-Бриссак в 1780 году в Париже. 
Сыном маршала был Луи Эркюль Тимолеон де Коссе-Бриссак (1734—1792), военный губернатор Парижа, командир королевской Конституционной гвардии («гвардии Бриссака»), убитый в Версале революционерами.